# آگوستین کوسیلاس
آگوستین سباستین کوسیلاس (به انگلیسی: Agustín Sebastián Cousillas؛ زادهٔ ۱۹ آوریل ۱۹۹۰) بازیکن فوتبال اهل آرژانتین است.
از جمله باشگاه‌هایی که وی در آن‌ها بازی کرده‌است، می‌توان به باشگاه فوتبال اتلتیکو تیگره اشاره کرد.